# 天主教列蒂教區
天主教列蒂教區（拉丁語：Dioecesis Reatina），是義大利一個天主教教區。直屬聖座（羅馬教省）。
教區包括列蒂省大部份地區，2010年有教友93,011人，佔總人口93.9%。有九十四個堂區、司鐸110名。現任教區主教為德利奧·盧卡雷利。

## 歷史
教區成立於5世紀。
1925年6月3日，教區內原屬波焦米爾泰托教區的飛地、曾經是昔日大聖救主自治會院區的七個堂區轉歸於列蒂教區。